# 米里夫卡 (卡哈爾雷克區)
49°55′54″N 30°37′18″E / 49.93167°N 30.62167°E
米里夫卡（烏克蘭語：Мирівка）是位於烏克蘭北部的村莊，由基辅州奧布希夫區的卡哈爾利克市鎮負責管轄。該村始建於1600年，面積7.81平方公里，海拔高度166米，2001年人口1,335，人口密度每平方公里171人。